# Carlos de Orta Lobo de Ávila
Carlos de Orta Lobo de Ávila (Lisboa, 17 de Março de 1860 — Lisboa, 9 de Setembro de 1895), frequentemente referido por Lobo d'Ávila, foi um aristocrata, escritor, jornalista e político, que, entre outras funções, foi deputado às Cortes e ministro. Apesar de ter falecido com apenas 34 anos de idade, notabilizou-se nos meios intelectuais portugueses da época, sendo um dos Vencidos da Vida.

## Biografia
Foi filho de Joaquim Tomás Lobo de Ávila, 1.° Conde de Valbom, e de sua mulher, Maria Francisca de Paula de Orta, filha de António José de Orta, 1.º Visconde de Orta, e de sua mulher Manuela de Jesús Thoronjo, Espanhóis, sobrinho paterno de Francisco de Paula de Gouveia Lobo de Ávila, Amândio José Lobo de Ávila e José Maria Lobo de Ávila e primo-irmão de Rodrigo de Gouveia Lobo de Ávila e Artur Eugénio Lobo de Ávila. Estava, assim, ligado por nascimento à aristocracia lisboeta e aos círculos financeiros e políticos.
Com pendor para as Letras, estreou-se em Lisboa, em 1878, aos 18 anos de idade, quando era estudante de Direito na Universidade de Coimbra, com a publicação de um livro de viagens intitulado Carteira de um Viajante : Apontamentos a Lápis, prefaciado por Manuel Pinheiro Chagas e destinada a ser publicada como folhetim no Diário da Manhã. Nesse período foi redactor o periódico Revista Literária, publicado em Coimbra e publicou, com Luís de Magalhães, um conjunto de folhetos de crítica social e política que apareceram com o título de Zumbidos.
Formou-se e obteve com distinção o grau de Bacharel em Direito pela Faculdade de Direito da Universidade de Coimbra, mas em Junho de 1884, antes mesmo de obter a formatura, já era eleito Deputado às Cortes, representando o Partido Progressista em que também militava o seu pai. Partidário da Vida Nova, fez desde muito cedo parte do grupo que ficaria conhecido pelos Vencidos da Vida.

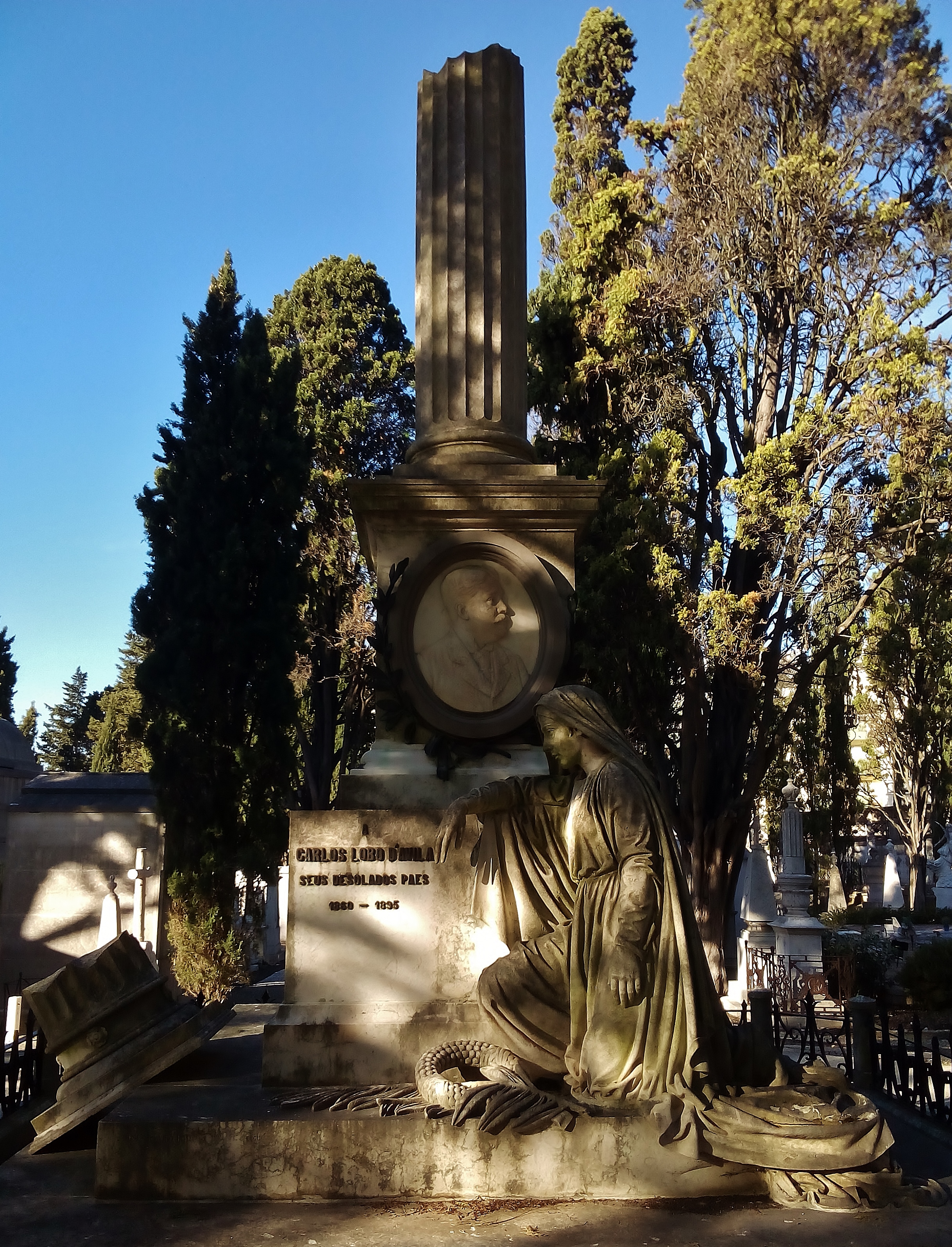
Jazigo de Carlos Lobo de Ávila e do seu pai, o Conde de Valbom, no Cemitério dos Prazeres

A 20 de Dezembro de 1893, substituiu Bernardino Machado no elenco ministerial do governo maioritariamente Regenerador presidido por Hintze Ribeiro, com a pasta de Ministro das Obras Públicas, Comércio e Indústria, ficando a sua passagem pelo cargo marcada pela restrição ao funcionamento das associações de classe decretada em Janeiro de 1894. A 1 de Setembro de 1894 transitou para a pasta de Ministro dos Negócios Estrangeiros, cargo que detinha quando faleceu.
Como Jornalista, redigiu em Coimbra, quando estudante, a Revista Literária, juntamente com Luís de Magalhães, opúsculos de crítica com o título de Zumbidos, e colaborou em jornais políticos e literários, com artigos e folhetins, e em diversos periódicos, com destaque para o Repórter, o Correio da Noite, o Novidades, A Tarde e, com a maior assiduidade, o Diário Ilustrado, onde usou, por vezes, de vários pseudónimos, especializando-se em análise política. Publicou no Diário Ilustrado um conjunto de artigos de análise e crítica sobre o projecto de revisão da Carta Constitucional da Monarquia Portuguesa, apresentado por José Dias Ferreira. A mesma série foi publicada depois em folheto. Apesar de inicialmente crítico em relação ao projecto de revisão constitucional, foi Proprietário e Redactor do periódico O Tempo, por ele fundado a 2 de Janeiro de 1889, que se tornou, mais tarde, o órgão do Partido Constituinte, liderado por José Dias Ferreira. Publicou, com diversos pseudónimos, artigos sobre temas diversos e folhetins. Completou e editou a obra em livro O Príncipe Perfeito, deixada inacabada pelo falecimento de Joaquim Pedro de Oliveira Martins, de quem fora amigo, aproveitando e coligindo os apontamentos deixados pelo Historiador.
Também se encontra colaboração da sua autoria nas revistas A Semana de Lisboa  (1893-1895) e Branco e Negro (1896-1898).
Era jocosamente conhecido por Carlotinha por causa das suas tendências homossexuais. Faleceu aos 34 anos de idade, depois de regressar das Termas do Gerês, no Gerês, onde estivera a fazer uma cura de águas.